# Nadia Yvonne López Ayuso
Pour les articles homonymes, voir Ayuso.
Nadia Yvonne López Ayuso, mieux connue sous son prénom Nadia, est une chanteuse mexicaine née le 21 juin ou juillet 1983 à Oaxaca de Juárez.